# Operación Gedeón (2020)
La Operación Gedeón (en inglés: Operation Gideon), también denominada incursión marítima de Macuto de 2020 o Macutazo, fue un intento de un grupo de militares disidentes venezolanos que se encontraban en el exilio desde enero de 2019 y de tres integrantes de una fuerza de seguridad privada con sede en Estados Unidos para infiltrarse en Venezuela, en el estado costero de La Guaira desde Colombia, el primer grupo compuesto por seis personas en una lancha rápida llegaba en la madrugada del 3 de mayo de 2020 a las costas de Macuto, estado la Guaira, no obstante, esta operación también tuvo su segundo intento de entrar una lancha con ocho personas a las tierras del país a través de la parroquia Chuao, municipio Santiago Mariño del estado Aragua. Casi todos los exmilitares venezolanos que se encontraban exiliados en Colombia.
Los dos grupos planearon entrenar a venezolanos para derrocar al gobierno de Nicolás Maduro. La primera ola de ataque se saldó con seis venezolanos disidentes muertos, y varios más capturados por pescadores de la zona, fuerzas de policía local y luego entregados en custodia a fuerzas gubernamentales; la segunda ola fue interceptada por la Fuerza Armada Nacional Bolivariana (FANB).
El comando disidente de ataque aseguró que sus fuerzas terrestres aún están operando dentro de Venezuela. Por su parte, el Ejército Bolivariano empezó una operación con 25.000 soldados junto con la Policía Nacional Bolivariana (PNB), FAES, DGCIM, SEBIN y la Armada Bolivariana, que se fueron apostando en las cercanías de las costas venezolanas para evitar una mayor amenaza del grupo.
El 18 de septiembre de 2020, el diputado Wilmer Azuaje presentó a la prensa un informe concluyendo que los participantes fueron sujetos a ejecuciones extraoficiales por parte del fuerzas militares del gobierno. La denuncia fue presentada ante la Corte Penal Internacional.

## Planificación
La Operación Gedeón fue planeada principalmente por Jordan Goudreau, un estadounidense nacido en Canadá, ex boina verde de los Estados Unidos y exmiembro de las Fuerzas Armadas de Canadá  y por el ex mayor general de la FANB, Clíver Alcalá Cordones.
Alcalá fue un general de división del Ejército Bolivariano que fue sancionado por el Departamento del Tesoro de los Estados Unidos en septiembre de 2011 por presuntamente ayudar a las FARC a obtener armas y contrabandear drogas. Fue entonces cuando desertó de Venezuela en 2013 y comenzó a reunir a otros soldados que desertaron a Colombia, estacionándolos en la Península de La Guajira de Colombia. 
Por su parte , Goudreau sirvió en las Fuerzas Armadas de Canadá mientras asistía a la Universidad de Calgary de 1994 a 1998, donde estudió informática. Más tarde se mudó a Washington D. C. y se alistó en el Ejército de los Estados Unidos unos meses antes de los ataques del 11 de septiembre en la ciudad de Nueva York, llegando finalmente al rango de Sargento de primera clase en el 10.º Grupo de Fuerzas Especiales. Más tarde se convirtió en ciudadano estadounidense naturalizado y se retiró a la edad de 40 años debido a lesiones. Goudreau finalmente fundaría Silvercorp USA, una empresa de seguridad privada. 

### Equipamiento y soporte

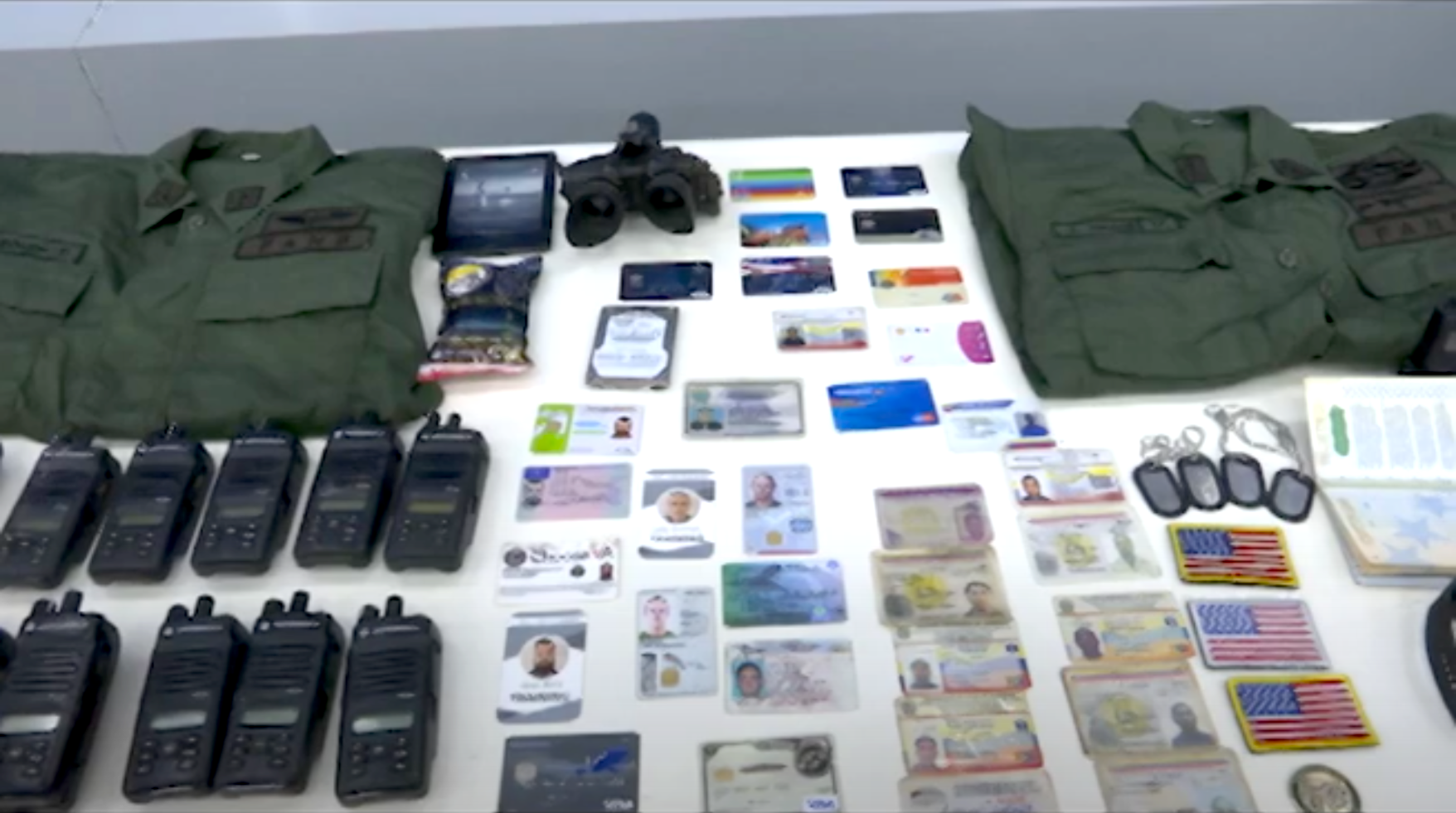
Equipos supuestamente traídos a Venezuela por militantes de la Operación Gedeón.

En febrero de 2019, Silvercorp brindó servicios de seguridad en el Venezuela Aid Live, lo que resultó en que Goudreau volviera su atención a Venezuela. Ephraim Mattos, exagente de la SEAL de la Armada de los Estados Unidos, se reunió con las tropas de Alcalá mientras trabajaba en Colombia y se le presentó un documento creado por Goudreau el 16 de junio de 2019, que enumeraba el equipo de operaciones que usarían: "320 fusiles de asalto M4, un lanzacohetes antitanque, botes inflables Zodiac, 1 millón de dólares en efectivo y gafas de visión nocturna de última generación".
Goudreau afirmó que se reunió con funcionarios de la oposición venezolana alineados con Juan Guaidó, ofreciéndole entrenar a una fuerza de élite para ayudarlo a derrocar a Nicolás Maduro, pero Guaidó finalmente rechazó sus propuestas de acuerdo con Associated Press (AP), y los dos cortaron la comunicación en noviembre de 2019.  Según los informes, el gobierno colombiano también condenó las acciones realizadas por las fuerzas de Goudreau y se negó a ayudar a su causa.
Alcalá se acercó a Goudreau después de que Guaidó rechazara a este último; Alcalá solicitó al equipo de Goudreau que entrenara a las 300 tropas venezolanas que tenía en Colombia. Según la AP, Goudreau y Alcalá se distanciaron de la oposición venezolana debido a "acuerdos a puerta cerrada con el régimen [de Maduro]". [cita requerida] Para diciembre de 2019, Silvercorp había comprado un bote de fibra de vidrio de 12 m (41 pies) en Florida que luego fue equipado con equipo de navegación en febrero de 2020. Sin embargo, Goudreau y Alcalá no recibieron el apoyo necesario para una operación exitosa; tampoco recibieron ayuda del gobierno de los Estados Unidos, aunque esto último se pone en duda debido al largo historial norteamericano en materia de intervención política en América Latina. Hablando después del ataque, Goudreau afirmó que tenía que recaudar fondos a través de donaciones de migrantes venezolanos en Colombia [cita requerida].

### Incidente de Alcalá y extradición
Un envío de armas y equipo táctico fue capturado el 23 de marzo de 2020 por las autoridades colombianas notificadas por la Administración de Control de Drogas (DEA), con los exfuncionarios de la DEA creyendo inicialmente que el equipo estaba siendo enviado a la guerrilla izquierdista. El camión estaba destinado a los venezolanos que intentaban enviar 26 rifles semiautomáticos, gafas de visión nocturna, radios y 15 cascos producidos por High-End Defense Solutions, una empresa venezolana-estadounidense.
El 26 de marzo de 2020, Alcalá asumió la responsabilidad de "una operación militar contra la dictadura de Maduro" que incluyó el envío de armas capturadas en Colombia, declarando que los funcionarios de Estados Unidos, Colombia y Guaidó habían firmado un acuerdo para apoyar sus esfuerzos para derrocar a Maduro. Guaidó negó tener conocimiento del evento, mientras que el representante Especial de los Estados Unidos en Venezuela, Elliott Abrams, describió la declaración de Alcalá como "despreciable y bastante peligrosa". Posteriormente, Alcalá fue extraditado a los Estados Unidos por cargos de narcotráfico no relacionados como parte del gobierno de Maduro. Más tarde, Abrams dijo que Alcalá "fue sometido a hacer esas terribles acusaciones por el régimen [de Maduro]". El 5 de mayo, Vice reportó que Airan Berry, que un ex operador de las Fuerzas Especiales de los Estados Unidos y además de ser simpatizante a la teoría de la conspiración de QAnon.

### Incidentes del mar Caribe
En marzo de 2020, Goudreau viajó a Jamaica en el bote de fibra de vidrio propiedad de Silvercorp, donde se reunió con ex amigos de las fuerzas especiales para discutir la Operación Gedeón.[cita requerida] El 28 de marzo, mientras Goudreau preparaba el ataque, el bote de fibra de vidrio resultó dañado y se activó una radiobaliza de emergencia que indicaba su posición. Las autoridades de Curazao rescataron a Goudreau y lo devolvieron a Florida, con restricciones de viaje debido a la pandemia de coronavirus que impidió que Goudreau volviera a viajar.[cita requerida]
Dos días después de que Goudreau fue rescatado por Curazao, el patrullero venezolano Naiguatá se hundió después de enfrentarse y colisionar con el crucero RCGS Resolute el 30 de marzo. Venezuela alegó que el RCGS Resolute de bandera portuguesa transportaba mercenarios por atacar las bases militares del país y que los botes inflables Zodiac del barco estaban destinados a transportarlos a la costa. Al discutir el ataque, Caracas Chronicles escribió que el incidente del RCGS Resolute "muestra cuán tensa ha estado la Armada venezolana en torno a la idea de una incursión armada marítima".

### Artículo de Associated Press
La AP publicó un artículo sobre Goudreau, su plan y su historia, y sus campos de entrenamiento el 1 de mayo de 2020, escribiendo que los planes para atacar a Venezuela eran "descabellados" y que las personas que lo conocían creían que tenía la cabeza "sobre las nubes". [cita requerida] Bellingcat sugirió que el gobierno venezolano podría haber sabido del plan desde fines de marzo de 2020, pero que ciertamente lo sabía antes del 1 de mayo. [cita requerida] Maduro confirmó que sabían todo el plan para la noche del 1 de mayo, y dijo que inicialmente conocían que había sido planeado para el 10 de marzo, pero que había sido pospuesto debido a la pandemia de COVID-19. [cita requerida] En el momento del ataque, muchos de los soldados mercenarios habían abandonado sus campos, ello tras el arresto de Alcalá, de las investigaciones de las autoridades colombianas y por la creciente pandemia [cita requerida]. Se ha sugerido que Goudreau siguió adelante con el ataque a pesar de su mala planificación porque estaba buscando la recompensa de los 15 millones de dólares que el gobierno de los Estados Unidos puso por la captura de Maduro. [cita requerida]

## Ataque

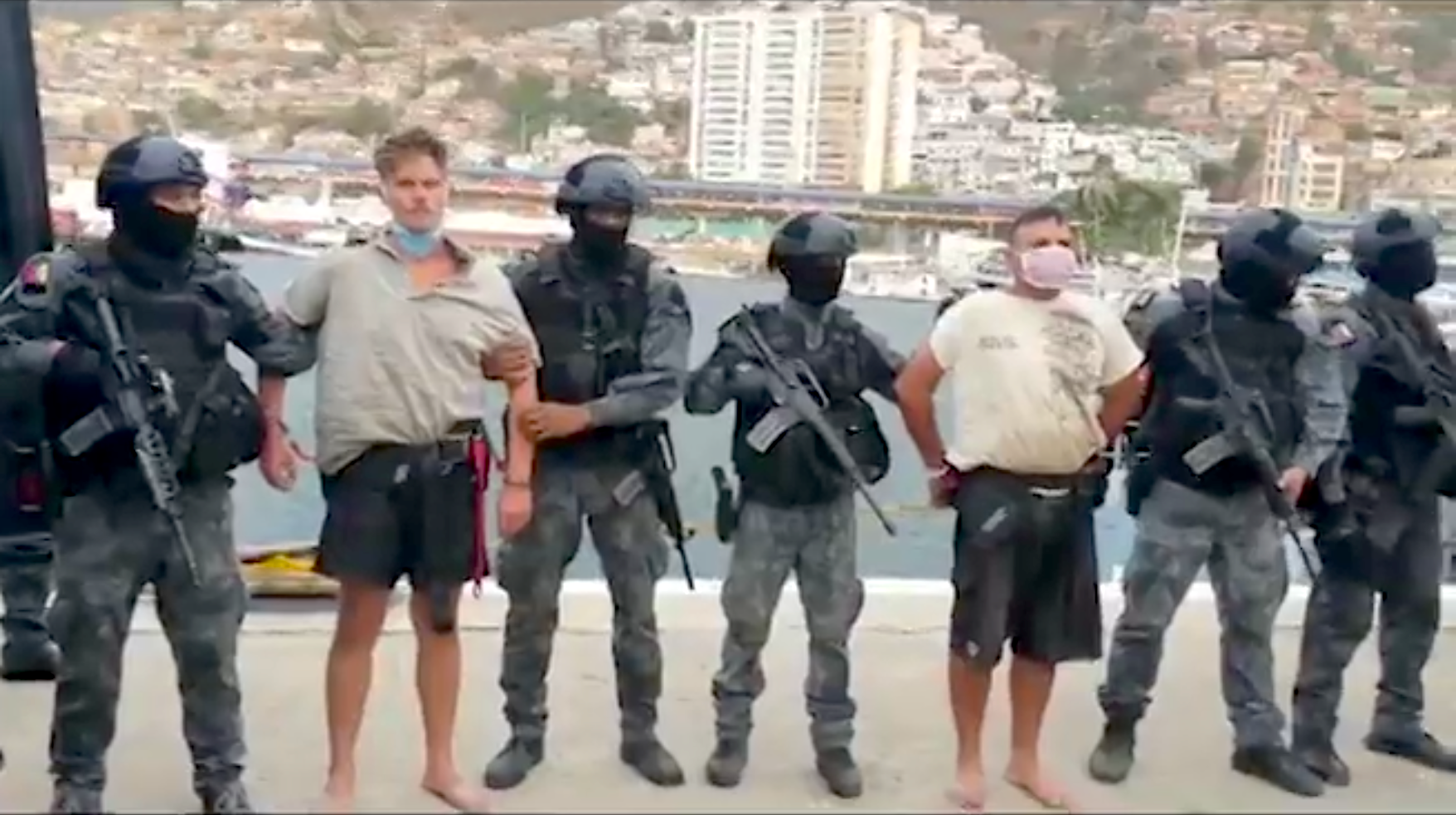
Agentes del Servicio Bolivariano de Inteligencia Nacional mostrando a estadounidenses capturados.

El 3 de mayo de 2020, un grupo de seis exmilitares venezolanos armados llegó en lancha a Macuto,  cerca de La Guaira, una ciudad portuaria al norte de la capital venezolana, Caracas. Los botes habían sido lanzados desde Colombia a las 5 pm. el día anterior, en dos oleadas. Según la inteligencia estatal venezolana, la primera lancha (que llegó a Macuto) era más pequeña y más rápida, mientras que la segundo lancha debía llegar a Chuao en el estado Aragua. El ejército venezolano informó que los invasores tenían "materiales de guerra" en sus lanchas. Según las fotos publicadas por el gobierno venezolano, un helicóptero estuvo involucrado. La fuerza de ataque naval estaba compuesta por 18 para-militares, incluidos dos exmiembros de las Fuerzas Especiales del Ejército de los Estados Unidos. 
Un enfrentamiento inicial en la madrugada del 3 de mayo involucró al primer bote y a la Armada venezolana. Goudreau dijo que el segundo bote, que aún no había llegado a Venezuela, se estaba quedando sin combustible en este punto, pero que barcos de reabastecimiento de combustible fueron enviados desde Aruba para ayudar a la fuerza de incursión. En la lucha inicial, ocho soldados fueron arrestados en la orilla. Otros seis fueron asesinados en la playa,  al inicio habían sido reportados como ocho.  Goudreau también declaró que tenía casas seguras a lo largo de la costa para sus hombres.  Se compartieron videos del enfrentamiento, incluidos disparos, en las redes sociales; el gobierno venezolano reconoció por primera vez el ataque a las 7:30 a. m., en un anuncio del ministro del Interior, Néstor Reverol. Uno de los hombres asesinados fue el excapitán del ejército Robert "Pantera" Colina. 
Goudreau y el ex-oficial de la Guardia Nacional Bolivariana Javier Nieto Quintero publicaron un video por la tarde adjudicándose la responsabilidad de la operación, llamando al ataque 'Operación Gedeón' y explicando que tenían la intención de lanzar un ejército a Venezuela para derrocar a Maduro; Goudreau dijo que además del ataque naval, sus fuerzas habían ingresado a Venezuela por tierra y que aún estaban operando. Hablando en la televisión nacional ese día, Reverol dijo que la operación defensiva del ejército venezolano estaba en curso y que duraría varios días .

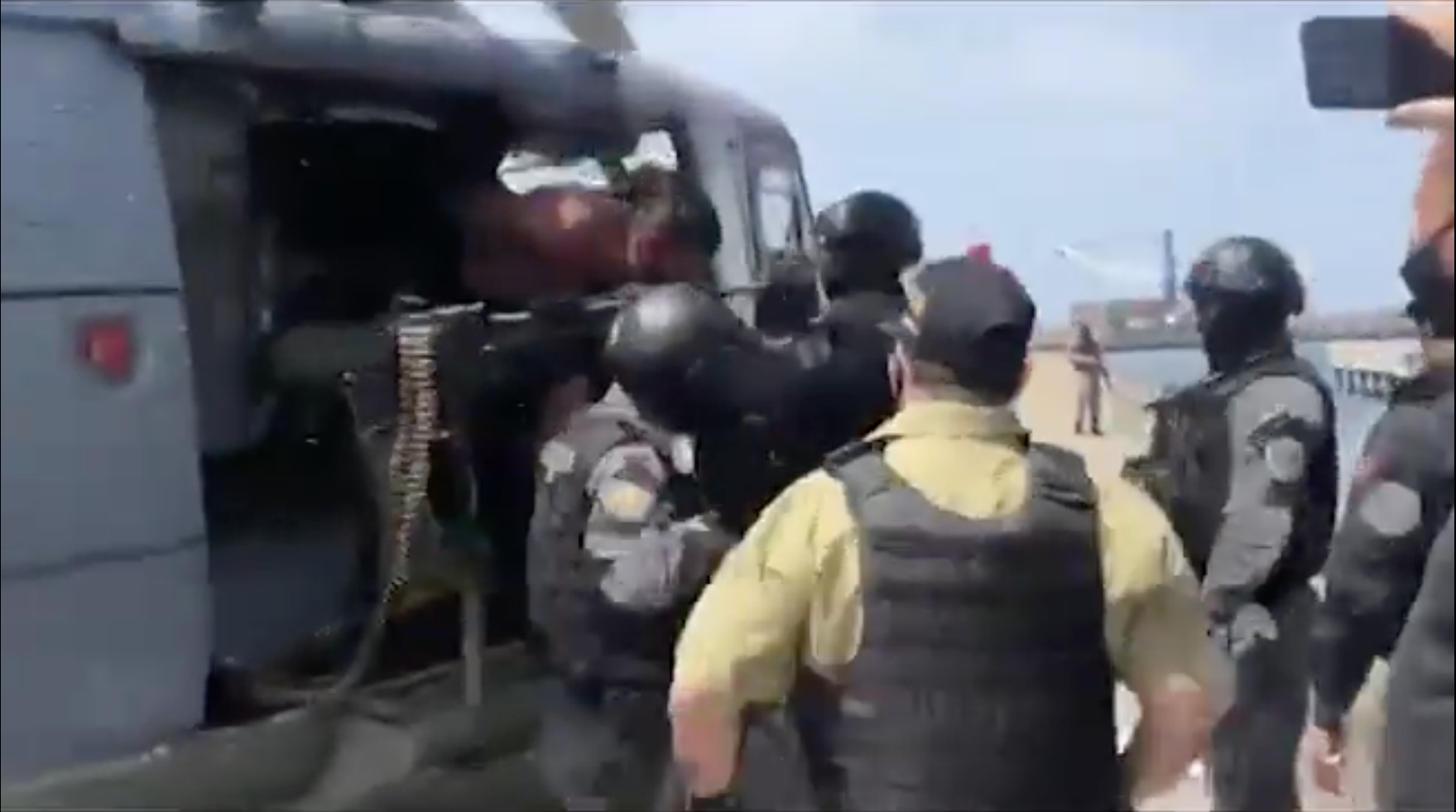
Servicio Bolivariano de Inteligencia Nacional transportando en helicóptero a Adolfo Baduel.

La segunda ola de combatientes llegó el 4 de mayo, pero fue interceptada por la Marina.  Todos los atacantes fueron capturados en un movimiento que involucró a la policía local, siendo detenidos otros dos sospechosos en Puerto Cruz más tarde en el día . El ministro de Poder Popular para la Defensa de Venezuela, Vladimir Padrino López, dijo más tarde que uno de los botes militantes había sido hundido por la Armada, y que el ejército del país había enviado barcos para buscar sobrevivientes. Entre los detenidos en Chuao en el estado Aragua están Antonio Sequea, Víctor Pimienta, Adolfo Baduel (hijo del general Raúl Isaías Baduel) y Fernando Noya.
El 4 de mayo, Maduro declaró que las fuerzas venezolanas habían detenido a 13 soldados, incluidos dos estadounidenses que trabajaban con Goudreau;  estos fueron nombrados como Airan Berry y Luke Denman. Goudreau dijo que ocho de sus soldados habían sido capturados el 4 de mayo, los dos estadounidenses y seis venezolanos, y que un número desconocido había sido capturado el 3 de mayo. El 5 de mayo se informó que "decenas" de implicados habían sido capturados, con otros tres el 6 de mayo.  
Los objetos incautados de los invasores incluían armas, documentos peruanos y uniformes con una bandera estadounidense.  El fiscal general venezolano, Tarek William Saab, más tarde anunció que 25,000 tropas nacionales habían sido movilizadas  en una misión militar venezolana llamada "Escudo Bolivariano" para proteger al país de intentos similares. El 8 de mayo, Padrino López, anuncia que atraparon a otros dos implicados en el sector montañoso al sur de Puerto Cruz, donde además informó que fue decretado un toque de queda desde las 6:00 a. m. en la Colonia Tovar, como lo ordenó el gobernador del estado Aragua, Rodolfo Marco Torres en sus redes sociales.

## Reacciones

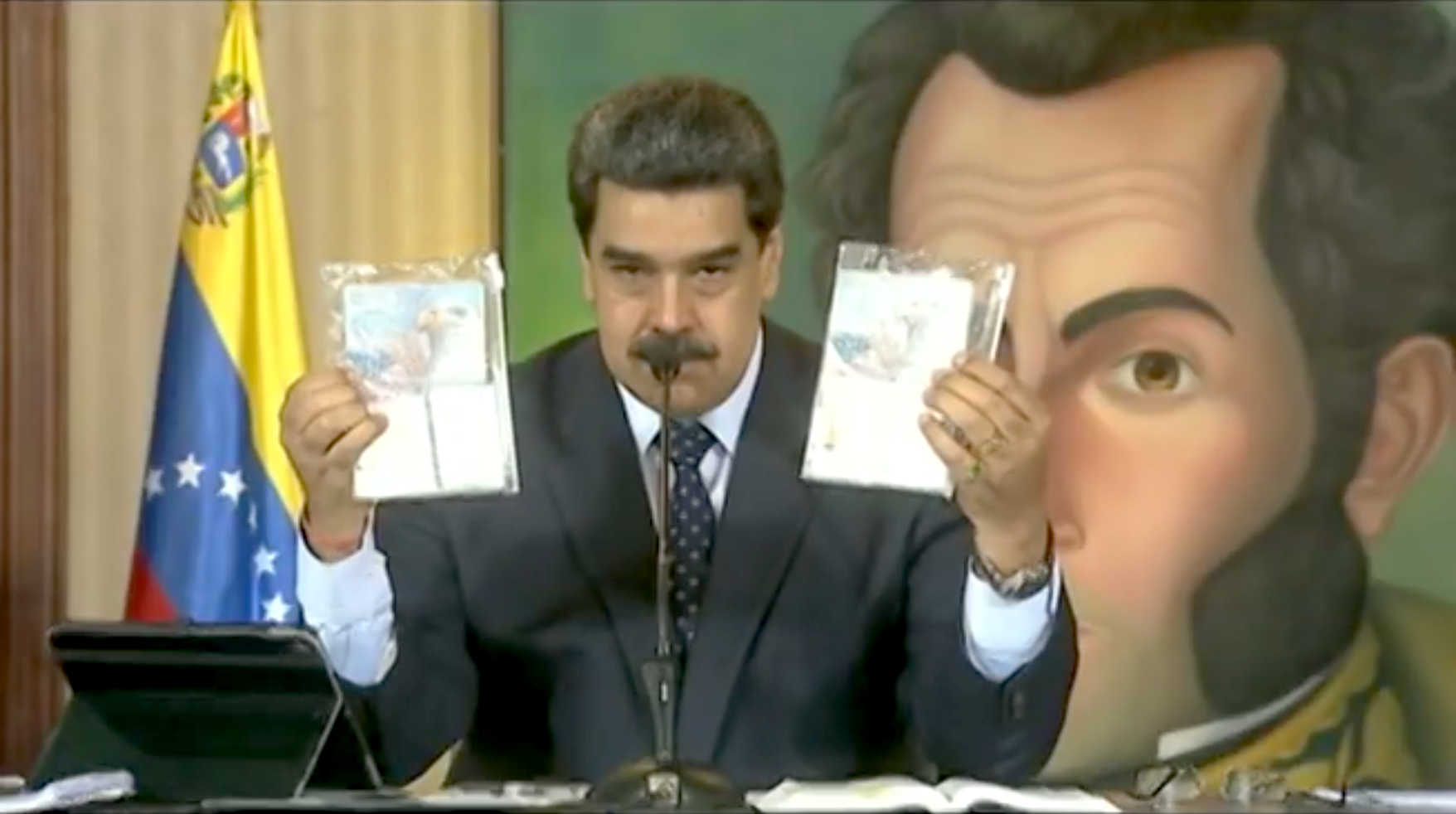
Nicolás Maduro sosteniendo los 2 pasaportes de los estadounidenses capturados.

El 6 de mayo, el canal estatal Venezolana de Televisión (VTV), transmitió un video de un interrogatorio de uno de los atacantes capturados, Luke Denman. Denman tiene entrenamiento médico militar especializado y sirvió en Irak; dos de sus hermanos también sirvieron en el ejército.  En el video, Denman afirma que sus instrucciones fueron tomar el aeropuerto de Maiquetía y llevar a Maduro a los Estados Unidos para cobrar una recompensa ofrecida por EE UU, lo que llevó a Maduro a afirmar que estas órdenes vinieron directamente del presidente de los Estados Unidos, Donald Trump. El video muestra a Denman respondiendo preguntas que se le hicieron en inglés, también indicando que fue contratado a través de Goudreau y que además entrenaron a 50 combatientes en Colombia en enero de 2020.  Uno de sus hermanos, abogado, habló con el medio británico Daily Mail el 5 de mayo; The New York Post también informó que le pidió al gobierno de los Estados Unidos que ayudara a liberar a Luke.

### Nacionales
La administración de Maduro acusó a los gobiernos de Estados Unidos y Colombia de planear el ataque de estas 14 personas, lo que ambos negaron por ser algo ilógico.  Goudreau también ha negado cualquier ayuda para su operación por parte de las autoridades estadounidenses y colombianas.  El presidente de la Asamblea Nacional y disputado presidente interino de Venezuela, Juan Guaidó, acusó a la administración de Maduro de "tratar de crear un estado de aparente confusión, un esfuerzo por ocultar lo que está sucediendo en Venezuela", citando eventos recientes como la escasez de gasolina, el motín de Guanare, la violenta batalla de pandillas ocurrida a principios de mayo en el este de Caracas y la pandemia de COVID-19 en Venezuela.  Guaidó también exigió que se respetaran los derechos humanos de los detenidos . La Asamblea Nacional también describió el documento compartido por el gobierno de Maduro como un "documento falso como justificación para tratar de secuestrar y detener ilegalmente al presidente interino Juan Guaidó" .
Días más tarde, el gobierno de Nicolás Maduro acusó también al criminal, narcotraficante y pran de Petare, Wuileisys Acevedo, en ser «presuntamente» colaborador de la Administración de Control de Drogas (DEA) de Estados Unidos y de estar implicado en la Operación Gedeón, tras informaciones dadas por José Alberto Socorro Hernández, alias «Pepero». El criminal, desmintió al mandatario venezolano a través de un audio enviado al medio NTN24 y viralizado en redes sociales. Posteriormente, cuerpos policiales y parte de la FANB, se desplegarán en dicho barrio caraqueño, para la captura de «Wilexis» (apodo dado a Acevedo), donde cayeron abatidos 12 personas sin la captura del delincuente mencionado. Días más tarde el diputado venezolano Diosdado Cabello, acusó al militar venezolano Igbert Marín Chaparro de estar implicado en la Operación Gedeón de 2020, a pesar de que el funcionario está privado de libertad desde 2018.
El 12 de mayo de 2020, el vicepresidente sectorial para Comunicación, Cultura y Turismo, Jorge Rodríguez, acusó al gobierno de Iván Duque y de Donald Trump de estar implicados en la Operación Gedeón, tras a declaraciones del capitán capturado Antonio Sequea de la Guardia Nacional.

#### Internacionales
- Colombiaː el gobierno colombiano rechazó las acusaciones, calificándolas de un intento del "régimen dictatorial de Nicolás Maduro" para desviar la atención de los problemas en el país.[47]
- Estados Unidos El presidente Donald Trump, rechazo que su gobierno estuviera vinculado con el ataque frustrado contra Maduro.[48]
- Rusiaː el Ministerio de Relaciones Exteriores de Rusia dijo que la negación de Estados Unidos era "poco convincente" y señaló advertencias anteriores hechas por la administración Trump de que "todas las opciones" estaban sobre la mesa, incluida la posibilidad de una acción militar. También dijo que las acciones de los mercenarios merecen una "condena inequívoca y decisiva".[49]

## Reporte de ejecuciones extrajudiciales

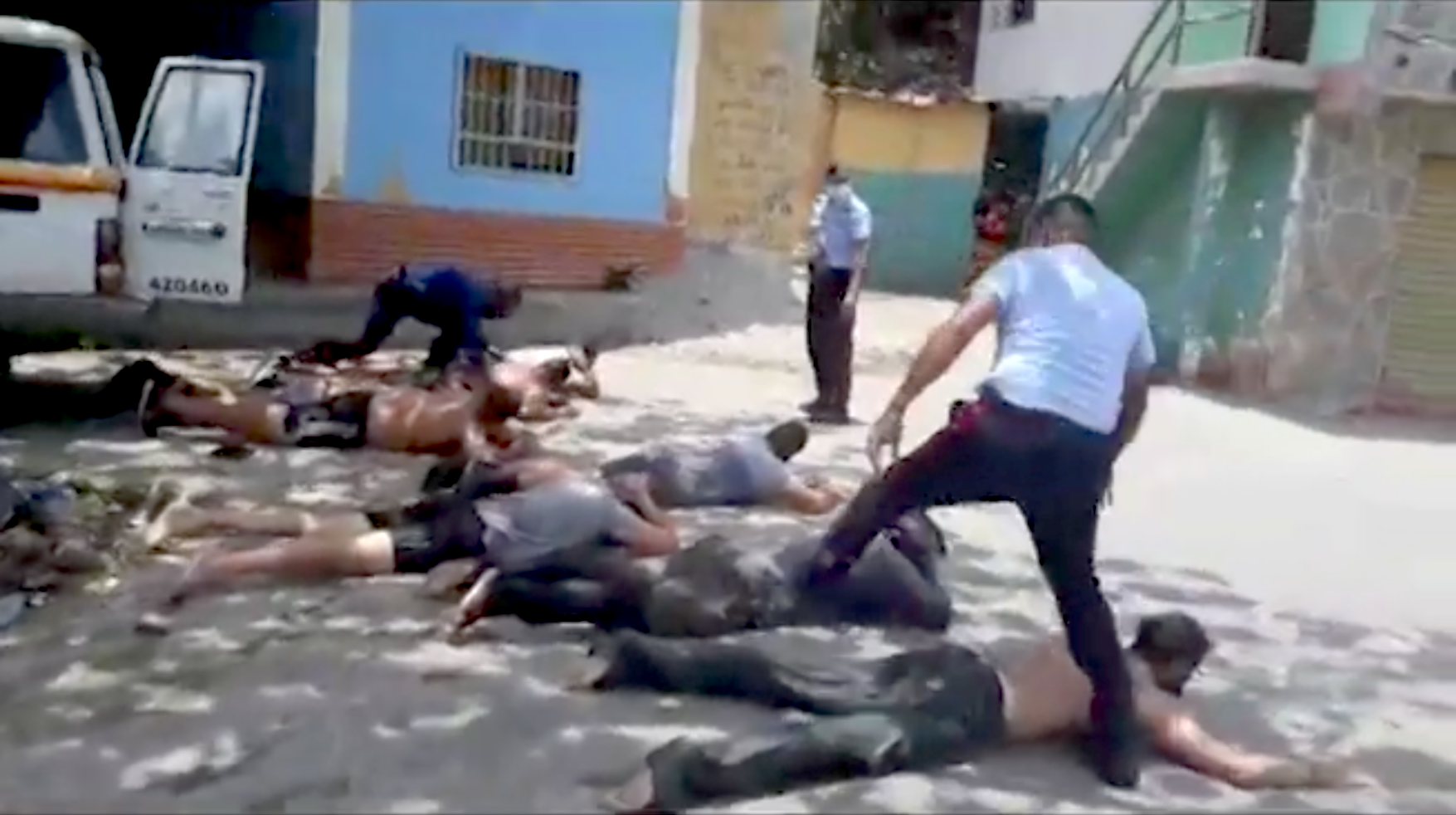
Militares arrestados.

El 18 de septiembre de 2020, el diputado Wilmer Azuaje coordinador de derechos humanos adscrito a la Comisión Presidencial de Relaciones Exteriores, presentó a la prensa un informe de la masacre ocurrida en Macuto de ejecuciones extraoficiales por parte del fuerzas militares del gobierno. Azuaje declaró que la denuncia será presentada en un informe ante las Naciones Unidas y ante la Corte Penal Internacional, donde se reveló el nombre de las seis víctimas que se habían mantenido en silencio y las distintas anomalías características de una masacre. Las víctimas mencionadas fueron:
- José Roberto Abreu: Oficial de la Policía Nacional Bolivariana (PNB)
- Anderson Smith Araque Portilla: Oficial de la Policía Nacional Bolivariana (PNB).
- César Andrés Perales Sequea: Sargento Mayor de la Guardia Nacional Bolivariana (GNB).
- Robert Levid Colina Ibarra: Capitán de la Guardia Nacional Bolivariana (GNB).
- Jean Carlo José Castro Gutiérrez: Funcionario de la Policía Nacional Bolivariana (PNB).
- Fabián Rodríguez Salazar (persona civil).

## Investigaciones
El 3 de mayo de 2021 el Fiscal Tarek William Saab informó que fueron sentenciados 54 personas  condenadas entre 12 y 24 años de prisión por la participación en la Operación Gedeón. Entre los que se encuentran los capitanes Antonio Sequea Torres, Víctor Pimienta, Jesús Manuel Ramos López.
El 22 de mayo de 2024 el tribunal de justicia sentencia a otras 29 personas, 20 personas sentenciados a 30 años y 9 personas a 21 años de prisión. Entre los condenados a 30 años se encuentra Jonder Adolfo Baduel, hijo de Raúl Isaías Baduel, exministro de Defensa.

Para 2024, la organización no gubernamental Foro Penal reportó que al menos 76 personas habían sido detenidas por el caso de la Operación Gedeón:
- Alejandro Torres Rodríguez
- Alexander Chávez Mogollón
- Ana Méndez Primera
- Anderson Ríos
- Andreina Alemán Castellanos
- Ángel Perdomo Hurtado
- Angelomoises Rosales
- Antonio Sequea
- Carla Da Silva Marrero
- Carlos Arturo Rosario Pimentel
- Carlos Conde
- César Altamar Sarmiento
- Cosme Alcalá
- Capitán Dimas Murillo
- Douglas Contreras Arellano
- Ederson Rumi
- Eliant Felipe César Caraballo
- Erickson Chaya Barroeta
- Estewin Rojas
- Evan Rincón Piñeiro
- Fernando Noya
- Franciher Ramos Castillo
- Francisco José Luna Martínez
- Franklin Duran
- Capitán Franklin Leal
- Gerardo Coticcha
- Gilberto Barillas
- Gustavo Álvarez Granadillo
- Gustavo Hernández
- Jackson Taquiva Becerra
- Jairo Bethermytt Carrillo
- Jefferson Díaz
- Jeremy González López
- Jesús Colmenares Gallardo
- Jonathan Franco Quiñones
- Jonder Adolfo Baduel
- José Alexander Sanguino
- José Alvarado
- José Barreno Cordones
- José Blanco Volcán
- José Mendoza González
- José Moreno Peñaloza
- José Reyes
- José Ruiz Delgado
- José Socorro Fernández
- Juan Fred Acosta
- Juan José Torres
- Junior De Jesús Silva
- Sargento Junior Ojeda
- Karen Hernández Rodríguez
- Leandro Leomar Chirinos Parra
- Leonard Eligio Briceño Vivas
- Leonardo Carrillo Primera
- Leonardo Chirinos Parra
- Luis Paiva
- Mari Marcano Vázquez
- Martín Álvarez García
- Miguel Plaza Méndez
- Oscar Aguilón Garcés
- Oscar Pérez Romero
- Rafael Castro Sandoval
- Rafael Rosendo Rivero
- Raúl Manzanilla
- Rawuy Rosales Farías
- Ricardo Fonseca Mosquera
- Primer teniente retirado de la Armada Richard Alemán Castellanos
- Roberto Rondón
- Rodolfo Rodríguez
- Capitán retirado de la Armada Ronnyadelso Olivares
- Rosmel Méndez
- Samaira Del Valle Romero Armario
- Tony Bravo Primera
- Sargento primero Víctor Perozo
- Víctor Pimienta Salazar
- Wilmer Oswaldo Salinas
- Yolimar Alemán De Chaya